# Pôle public d'investissement industriel
Le Pôle public d’investissement industriel (2P2I) est un projet de lois formulé par le Parti socialiste au début de 2010. L’un des premiers textes à y faire référence est publié sur le site officiel du parti socialiste le 22 février 2010 et est intitulé « Les PME - PMI au centre de la politique industrielle ». Le pôle est ensuite promu par un texte présenté par Pierre Moscovici intitulé « Pour un nouveau modèle de développement économique, social, écologique » et adopté officiellement par le parti lors du « Conseil national du 27 avril 2010 » de celui-ci.

Financé massivement, mobilisable rapidement, décliné territorialement sous forme de fonds régionaux d’investissement, le pôle serait adossé à :
- la Caisse des dépôts ;
- la Banque de France ;
- la Banque postale ;
- et à Oséo[1].

Ce pôle public de financement et d’investissement industriel est destiné à être un outil majeur au service de la politique industrielle nationale. Une partie des sommes aujourd'hui consacrées au crédit d'impôt recherche (CIR), mal ciblé, lui serait attribuée. Ce pôle pourrait donner naissance aux EACE qui seraient ensuite revendues comme SA, SAS ou SARL au bout de deux ans. Cependant, les fonds accordés devraient observer des critères stricts :
- actionnariat ;
- plan de création d’emplois ;
- dividendes encadrés ;
- excellence environnementale et sociale ;
- présence au capital de dix ans ;
- obligation de réinvestissement dans d’autres PME[1].

Ce pôle pourrait intervenir sous trois formes principales :
- la distribution des crédits,
- les aides et garanties,
- la participation au capital des entreprises en difficulté conjoncturelle mais viable à long terme[1].

Avec le Pôle public d’investissement industriel, le Parti socialiste affiche sa volonté :
- d’être tout particulièrement attentifs aux PME et aux TPE,
- de faire le choix de l’innovation et de la connaissance,
- d’encourager le partenariat entre les pôles de recherche et d’enseignement supérieur et les tissus économiques locaux[3].